# Neue Statt Partei
Die neue Statt Partei war eine kurzlebige Partei in Niedersachsen, die nur zur Landtagswahl 1994 antrat.
Die Partei wurde im Oktober 1993 in Hannover unter dem Namen Statt Partei von Andreas Dimpfel, ehemals Jugendbeauftragter und Pressesprecher der Republikaner, gegründet. Die eigentliche Statt Partei beantragte gegen Dimpfels Partei eine einstweilige Verfügung gegen die Verwendung des Namens.  Trotzdem reichte Dimpfel, ebenso wie die ursprüngliche Statt Partei, einen Wahlvorschlag zur niedersächsischen Landtagswahl ein. Der Landeswahlausschuss ließ beide Parteien zu. Zur Unterscheidung der Parteien legte der Landeswahlausschuss fest, dass Dimpfels Partei unter dem Namen Die neue Statt Partei auf dem Wahlzettel erscheinen würde.
Bei der Wahl erhielt die Statt Partei 1,31 % der Zweitstimmen, die neue Statt Partei 0,46 %.